# Alexander Kostial
Alexander Kostial (25. srpna 1844 Vrchlabí – 13. října 1906 Cheb) byl rakouský právník a politik německé národnosti z Čech, poslanec Českého zemského sněmu.

## Biografie
Narodil se roku 1844 ve Vrchlabí jako syn továrníka Alexandera Kostiala. Vystudoval práva na Karlo-Ferdinandově univerzitě v Praze. 27. ledna roku 1870 byl promován na doktora práv. V roce 1872 se stal adjunktem okresního soudu ve Varnsdorfu, později v Liberci. V listopadu 1883 ho ministr spravedlnosti jmenoval substitutem státního návladního v Chebu. Roku 1894 se v Chebu stal státním návladním. V dubnu 1900 obdržel od císaře titul rady vrchního zemského soudu. Byl členem spolku Verein für Geschichte der Deutschen in Böhmen.
Zastával post okresního starosty ve Vrchlabí. Publikace Slovník představitelů zemské samosprávy v Čechách 1861–1913 uvádí, že poslanec Kostial byl činný i jako továrník v oboru lněného a bavlněného zboží ve Vrchlabí.
V 70. letech se zapojil do vysoké politiky. V zemských volbách v roce 1870 byl zvolen na Český zemský sněm, kde zastupoval kurii městskou, obvod Vrchlabí, Lanov, Hostinné. Rezignoval v srpnu 1871. Patřil mezi kandidáty německé liberální Ústavní strany.
Zemřel v říjnu 1906 po dlouhé nemoci ve věku 63 let.